# Шумляни
Шумля́ни —  село в Україні, у Саранчуківській сільській громаді Тернопільського району Тернопільської області. Розташоване на південному заході району. До 2020 року центр однойменної сільської ради Підгаєцького району. До Шумлян приєднано хутори Діброва і Залісся. До 1990 року належало до Бережанського району.
Населення — 1167 осіб (2007).

## Історія

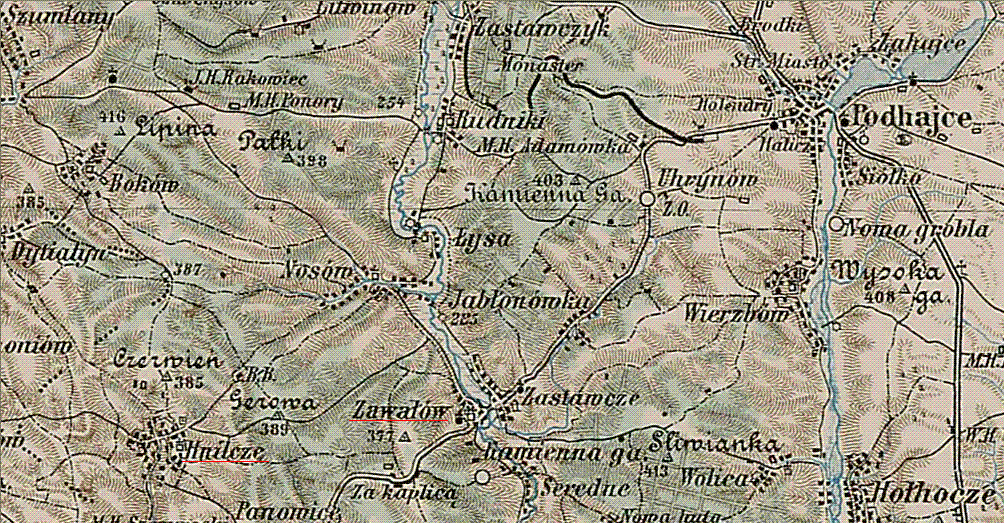
Мапа з позначенням села Шумляни

Поблизу села виявлено археологічні пам'ятки періоду енеоліту-бронзи.
Перша писемна згадка — 1435. Йосиф Гаврило Шептицький (1806—1855), член Галицького станового сейму, син Яна Баптиста Шептицького (1770—1831, доктор прав, цісарський підкоморій), стрийко Івана Кантія Шептицького (1836—1912), батька Митрополита УГКЦ Андрея Шептицького, після смерті батька спільно з братом Петром Павлом Леопольдом (1808—1843) успадкував рівними частинами маєток в селах Костільники (Станіславський округ), Прилбичі, Тулковичі, Ганьковичі (Перемиський округ). Після того, як брат сплатив Й. Г. Шептицькому вартість його частини маєтку, останній 10 березня 1835 купив в Олександри Шумлянської, удови Онуфрія Шумлянського, маєток у Великих Шумлянах в Бережанському окрузі, де й почав мешкати та називатися «паном на Шумлянах».
У 1916 році тут перебував штаб 20-ї турецької піхотної дивізії.
Діяли українські товариства «Просвіта», «Сокіл», «Рідна школа» й інші, кооператива.
У часи радянської окупації, с. Шумляни було активним майданчиком діяльності ОУН та УПА, зокрема у Шумлянах діяв один з членів легіону Нахтігаль, районний комендант СБ ОУН - Остап Калиній (Загинув в бою з НКВД у криївці. Похований на сільському цвинтарі). У Шумлянах діяла одна з найбільших місцевих підпільних друкарень. В селі було знайдено кілька криївок УПА. На території села проводились бої відділів УПА з НКВД.
12 червня 2020 року, відповідно до Розпорядження Кабінету Міністрів України від  № 724-р «Про визначення адміністративних центрів та затвердження територій територіальних громад Тернопільської області», село увійшло до складу Саранчуківської сільської громади.
19 липня 2020 року, в результаті адміністративно-територіальної реформи та ліквідації Бережанського району, село увійшло до складу новоутвореного Тернопільського району.

## Пам'ятки

Пам'ятник Тарасові Шевченку

- церква Святих Мучеників Бориса і Гліба (1701, дерев'яна, з дерев'яною дзвіницею 1782, ПЦУ)
- церква Святого Рівноапостольного Князя Володимира Великого (1993, мурована, ПЦУ),
- 3 каплички, «фіґура» Матері Божої (1924).

При захопленні села в 1944 р. загинуло 32 радянські воїни. Вони були поховані у братській могилі серед поля. У 1977 р. їх останки перенесли в центр села. На могилі встановлено пам'ятник. На двох стелах, де нанесені прізвища полеглих радянських воїнів, занесено ще 41 прізвище полеглих у Другій світовій війні.
Встановлено пам'ятні хрести на честь скасування панщини, Борцям за волю України (1990), на честь 1000-ліття хрещення Русі, до 47-ї річниці останнього бою УПА з частинами НКДБ (2007).
На схід від села розташована геологічна пам'ятка природи місцевого значення — Шумлянські карстові лійки, а в урочищі «Рудники» — Рудницька бучина.
Пам'ятник Т. Шевченку
Щойновиявлена пам'ятка монументального мистецтва. Розташований біля бібліотеки.
Встановлений 1990 р. за ініціативою товариства «Просвіта». Автор – О. Петришин.
Погруддя – карбована мідь, постамент – камінь.
Погруддя – 1,5 м, постамент – 2,3 м.

## Відомі люди

### Народилися
- Остап Калиній — український військовик,  вояк легіону Нахтігаль, Української Повстанської Армії, референт районної СБ ОУН.
- Марія Пальчак - учасниця протирадянського підпілля, учасниця останнього бою підпілля ОУН[12].

### Померли
- Юхнович Іван-(«Кок») — сотенний УПА, командир сотні «Лісовики» ВО-3 «Лисоня». Загинув поблизу села.

## Соціальна сфера
Працюють загальноосвітня школа І-ІІІ ст., клуб, бібліотека, ФАП, відділення зв'язку, торгові заклади.

## Галерея

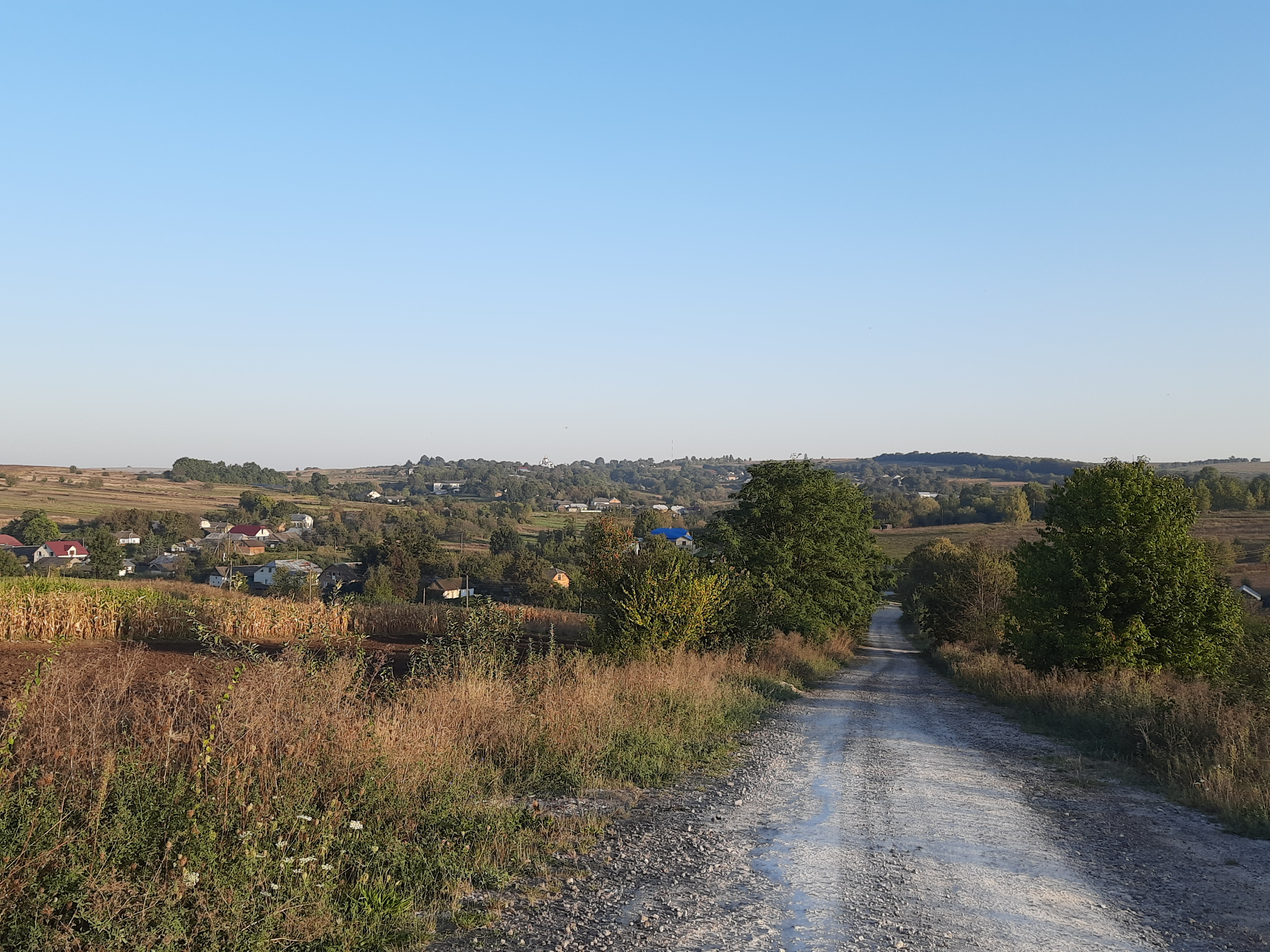
Вигляд на село з пагорба
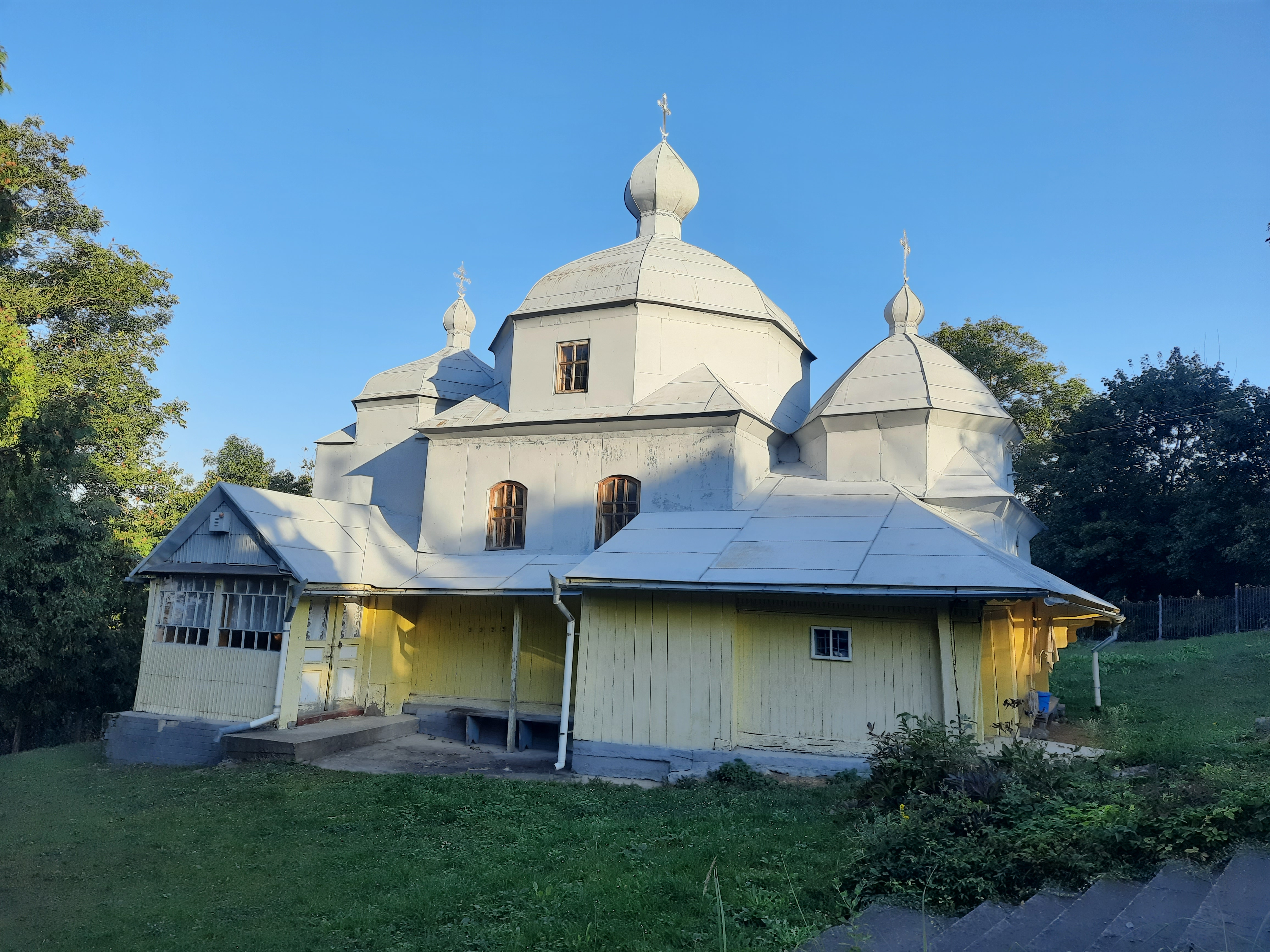
Церква Святих Мучеників Бориса і Гліба (1701 р.)
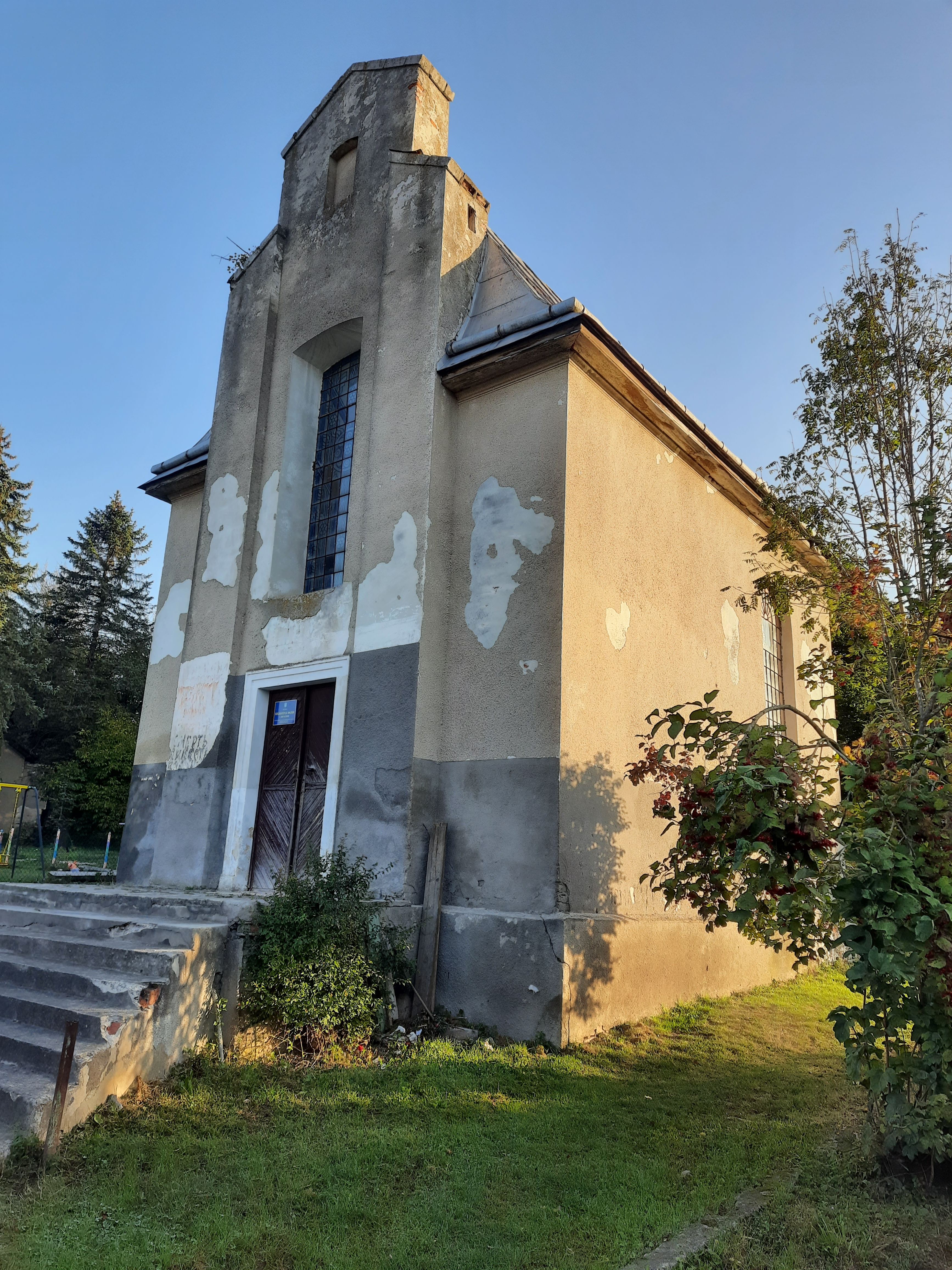
Костел
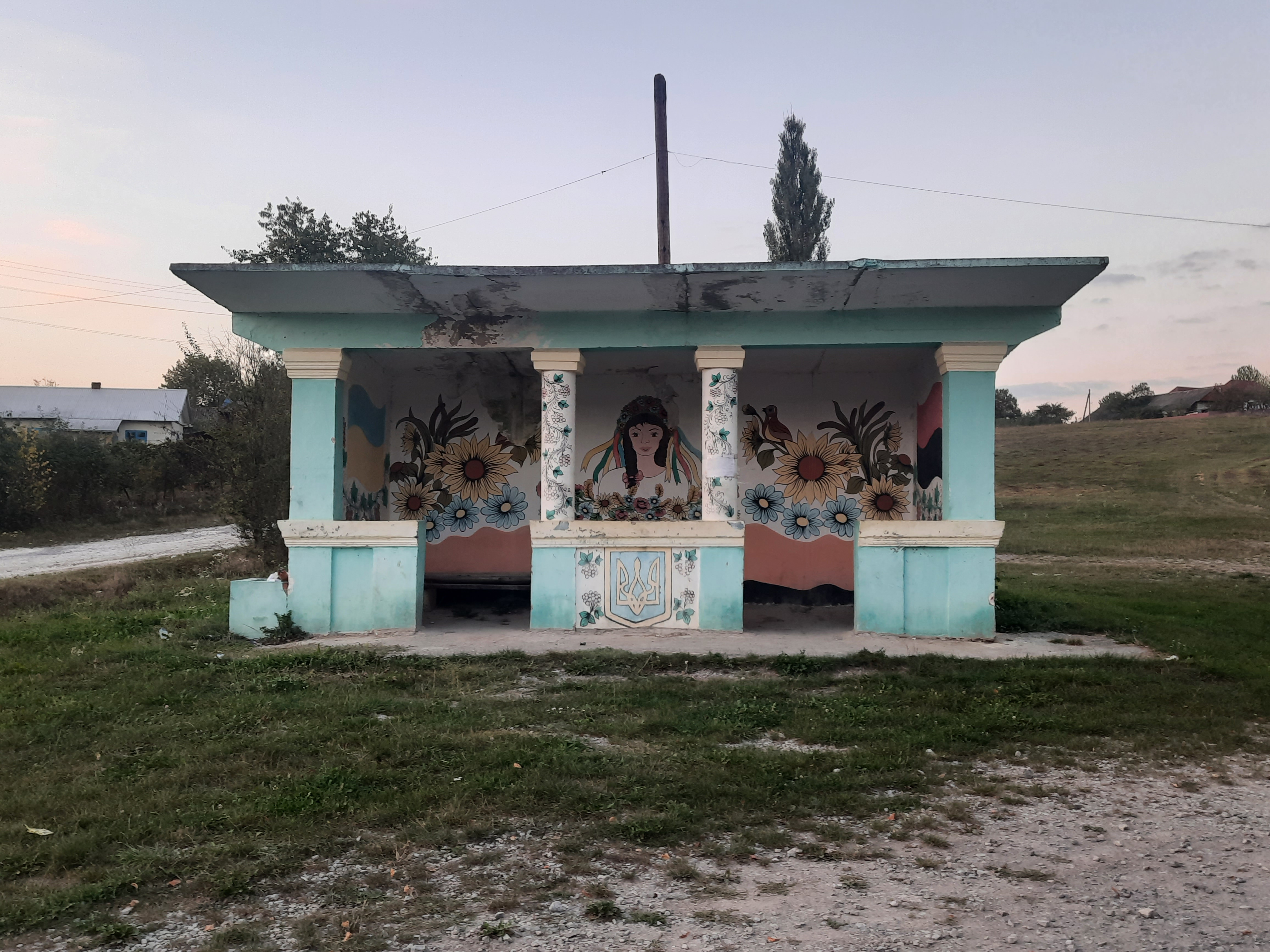
Автобусна зупинка